# Пітон кільчастий
Пітон кільчастий (Bothrochilus boa) — єдиний представник роду кільчасті пітони родини пітони. Інша назва «кільчастий пітон Бісмарка».

## Опис
Загальна довжина досягає 1,5—1,8 м. Голова майже трикутна. Тулуб кремезний та масивний. Забарвлення коричневого кольору з чорними плямами або кільцями. Часто зустрічаються суцільно чорні особини. Молоді пітони мають яскраво-помаранчеве забарвлення з різкими чорними кільцями, який з часом зникають.

## Спосіб життя
Полюбляє ліси та освоєні землі. Досить часто заповзає до будинків та курників в пошуках здобичі. Активний вночі. Харчується дрібними гризунами та невеличкими ящірками.
Це яйцекладна змія. Самка відкладає до 10 яєць.

## Розповсюдження
Мешкає на о. Нова Гвінея та островах Бісмарка, Токелау.